# Moca neurota
Moca neurota är en fjärilsart som beskrevs av Edward Meyrick 1906. Moca neurota ingår i släktet Moca och familjen Immidae. Inga underarter finns listade i Catalogue of Life.